# The Lily of the Valley
The Lily of the Valley è un cortometraggio muto del 1914 diretto da Colin Campbell.
Il titolo del film riprende quello di un inno cristiano scritto a Londra da William Charles Fry (1837-1882) per l'Esercito della Salvezza.

## Produzione
Il film fu prodotto dalla Selig Polyscope Company.

## Distribuzione
Il film - un cortometraggio in tre bobine - fu distribuito dalla General Film Company.